# 萨姆·努乔马
塞缪尔·沙菲舒纳·丹尼尔·努乔马（英語：Samuel Shafiishuna Daniel Nujoma，1929年5月2日—2025年2月8日），已故纳米比亚政治家，自1960年起组建并任西南非洲人民组织（1991年更名为纳米比亚人组党）党首，曾领导纳米比亚人民展开反对南非白人政权殖民统治的武装斗争，并最终在1989年底取得最终胜利。
1990年3月，纳米比亚宣告独立，努乔马在同年的总统大选中轻松获胜，成为第一任纳米比亚总统，直至2005年期卸任。2007年4月，努乔马辞去纳米比亚人组党党首职务，正式退出政坛。
努乔马是中国人民的老朋友，自1966年起，先后17次出访中华人民共和国（其中包括1990年后5次以纳米比亚总统身份访华）。他曾于1969年在中国人民解放军南京陆军指挥学院受训，1975年起，其以安哥拉为基地，建立纳米比亚人民解放军，进行独立游击斗争。
2000年，努乔马获得納米比亞理工學院公共管理博士榮譽學位。
2025年2月8日逝世，享年95歲。同年2月28日在納米比亞獨立體育場舉行追悼會，3月1日安葬於英雄公墓。